# Kolanowice
Kolanowice (Duits: Kollanowitz) is een dorp in de Poolse woiwodschap Opole. De plaats maakt deel uit van de gemeente Łubniany en telt 500 inwoners.

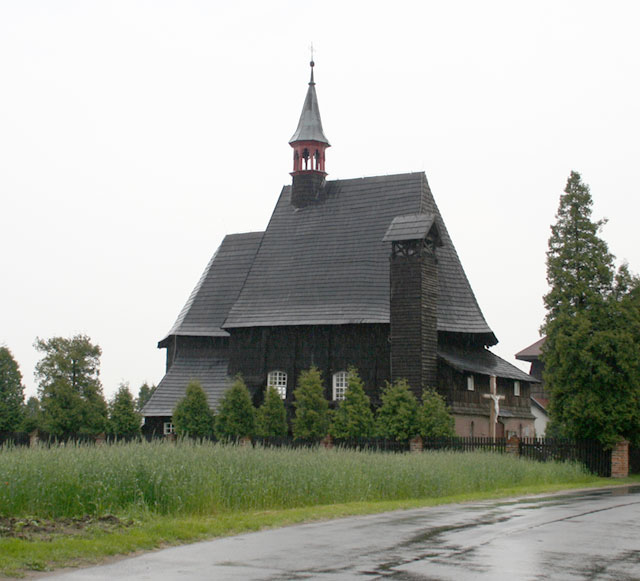
De kerk van St. Barbara in Kolanowice